# Wavin' Flag
〈Wavin' Flag〉는 소말리아 태생의 캐나다 가수 케이난의 《Troubadour》 엘범에 수록된 노래이다. 이 노래는 원래 소말리아와 그 국민들의 자유에 대한 열망을 위해 쓰여졌다. 또한 남아프리카 공화국에서 개최된 2010년 FIFA 월드컵을 위한 코카콜라의 홍보 음원으로 채택되면서 전 세계적으로 히트를 쳤다.
2012년에 케이난은 노래와 그 역사를 다룬 어린이 책 《When I Get Older: The Story Behind Wavin' Flag》를 출판하기도 했다.